# Donji Grahovljani
Donji Grahovljani est une localité de Croatie située dans la municipalité de Pakrac, comitat de Požega-Slavonie. Au recensement de 2001, elle comptait 44 habitants.